# Western Area Peninsula-Nationalpark
Das Western Area Peninsula-Nationalpark (englisch Western Area Peninsula National Park), bis Juni 2012 Western Area Peninsular-Waldreservat, ist ein Nationalpark im westafrikanischen Sierra Leone.
Das Gebiet wurde 2013 zur Aufnahme in die Liste der UNESCO-Welterbe vorgeschlagen.

## Geographie und Ökologie
Der Nationalpark umfasst annähernd die ganze Freetown Peninsula mit den Löwenbergen und umgibt Freetown, die Hauptstadt des Landes. Er erstreckt sich auf einer Fläche von etwa 18.300 Hektar und erreicht eine Höhe von 971 Metern. Er ist bis zu 14 Kilometer breit und 37 Kilometer lang. Bei Teilen des Waldes handelt es sich um Primärwald. Mit einem Niederschlag von bis zu 7000 Millimeter im Jahr gilt das Naturschutzgebiet als eines der feuchtesten Schutzgebiete der Erde.
Durch Brandrodung und Urbanisierung wurden größere Teile des Schutzgebietes, vor allem in der Umgebung von Freetown, in Mitleidenschaft gezogen. Das Wasser ist teilweise mit Schadstoffen verunreinigt. Seit 2011 sind 3.200 Hektar des Waldes durch neue Siedlungen zerstört worden. Der Vogelschutzverband BirdLife International zählte 314 Vogelarten (2018) und stuft den Nationalpark als Important Bird Area ein, die jedoch bedroht sei. Im Park nachgewiesen sind auch Dutzende teils gefährdete Säugetierarten, darunter Schimpansen, Westafrikanische Stummelaffen, Weißbart-Stummelaffen, Jentink-Ducker, Schwarzducker, Maxwell-Ducker und Schuppentiere.

## Hafenprojekt
Im Mai 2021 berichtete der Guardian, dass die Regierung von Sierra Leone für einen Preis von umgerechnet 45 Millionen Euro 100 Hektar Strand- und Regenwaldgebiet am Black Johnson Beach an die Volksrepublik China verkaufte. Die Volksrepublik wolle dort einen industriellen Fischereihafen aufbauen. Laut einer Stellungnahme des Fischereiministeriums von Sierra Leone sollen dort große Schiffe für den internationalen Markt fischen. „Abfallbewirtschaftungskomponenten“ seien vorgesehen, um „Meeresschutt und andere Abfälle zu nützlichen Produkten zu recyceln“. Das Ministerium versprach Landeigentümern Entschädigung. Zwei Nichtregierungsorganisationen forderten Einsicht in die Evaluierungsstudien zu dem Projekt. Kritiker bezeichneten den Landverkauf als „Katastrophe“ und ökologisches Desaster. Ein betroffener Landbesitzer, James Tonner, bat Staatspräsident Julius Maada Bio darum, den Bau zu verhindern. Er erstellte eine Crowdfunding-Seite, um eine gerichtliche Überprüfung der Vereinbarung zu finanzieren.